# パーソナル・ソング
『パーソナル・ソング』（Personal Song、原題：Alive Inside : A Story of Music and Memory）は、2014年公開のアメリカ合衆国の映画。アメリカのソーシャルワーカーであるダン・コーエン（Dan Cohen）が、認知症の高齢者たちに音楽を聞かせて、その音楽が高齢者たちの心や記憶にもたらす改善効果を、3年間にかけて追ったドキュメンタリー映画である。タイトルの「パーソナル・ソング」とは「本人にとって思い入れのある曲、思い出の音楽」「自分が輝いていた時に口ずさんでいたお気に入りの曲」「好きな歌（懐メロ）」のこと。原題の「Music and Memory（ミュージック&メモリー）」は、コーエンが老人ホームや病院での音楽活動の主催のために設立した特定非営利活動法人である。アメリカの2014年サンダンス映画祭のドキュメンタリー部門観客賞受賞作品。

## ストーリー
90歳のアメリカ人女性が、子供の頃のことを質問されるが、何も思い出せない。実験として、デジタルオーディオプレーヤー（iPod）とヘッドフォンで、ルイ・アームストロングの『聖者の行進』を聞かせられる。彼女は楽しそうに、子供の頃に聞いていた音楽のことを話し、過去の想い出を次々に語り出す。6年前に介護施設を訪れたダン・コーエンは、老齢に伴って失われた記憶を、音楽によって甦らせることができると主張する。
アメリカでは認知症患者の数は500万人に昇り、多くの高齢者たちが介護施設で無気力に暮している。神経学者のオリバー・サックスは「音楽は脳の広い領域を刺激し、活性化させて記憶を甦らせる」と解説する。ジャズ歌手のボビー・マクファーリンも「1000ドルの薬より、1曲の音楽を」と語る。他にも多くの専門家たちが、音楽によって高齢者たちの心を救うことが可能と主張し、音楽による記憶への効果を肯定する。実際にコーエンらの試みにより、自分の名前すら忘れていた何人もの高齢者たちが、子供の頃に聞いた音楽を耳にして、ある者は楽しそうに体を動かし出して家族を驚かせ、ある者は子供時代の思い出を楽し気に語る。
ある女性は、中年にしてアルツハイマー病を患っており、自分の名前も言えず、スプーンとフォークの違いすらわからず、誰かの手を借りなければ全く生活できない。彼女はその苦しみを周囲が理解できず、自分だけが不幸だと語る。彼女がザ・ビーチ・ボーイズの『I Get Around』を聞かされると、笑顔で楽しそうに踊り出す。彼女はその体験を涙ながらに「素晴らしい体験だった」と語る。その後も彼女は、ビートルズの『ブラックバード』、ベン・E・キングの『スタンド・バイ・ミー』などを聞き、そのたびに人生の喜びを取り戻してゆく。この映画の監督のマイケル・ロサト=ベネットが、人の心に与える音楽の力の強さを語り、多くの人々の失われた人生を取り戻すことを訴え、映画は終わる。

## キャスト
- ダン・コーエン
- オリバー・サックス
- ボビー・マクファーリン

## スタッフ
- 監督・脚本・編集・製作：マイケル・ロサト=ベネット
- 製作総指揮：エリック・J・バートランド、ダニエル・E・カトゥッロ
- 音楽：イタール・シュタール（英語版）
- エグゼクティブ・プロデューサー：ダン・クーガン（英語版）
- 製作会社：Projector Media

## 製作
監督のマイケル・ロサト=ベネットにとっては、本映画が初の長編映画作品である。映画の中心人物となるダン・コーエンは、IT業界での長い勤めを経てソーシャルワーカーとなった人物であり、NPOの活動記録などの撮影を手掛けていたベネットがコーエンと出逢ったこと、1日の予定で撮影依頼を受けたことが、本映画の制作のきっかけとなった。
ベネット自身はそれ以前まで、認知症などには全く関心を持っていなかった。彼が初めて老人ホームを取材した際には、施設内には病院のような匂いが漂い、600ものベッドがあり、廊下には80人ほどの高齢者たちがうつむいたり、意味不明なことを叫んで騒いだりしていて、「こんな場所にはいたくない、早く抜け出したい」との思いが本音であった。しかしコーエンによる試みのもとで、音楽を聴いて心を回復させる高齢者の姿を見て感動を覚え、「このストーリーを皆に伝えなければいけない」と考えが一変した。その結果、当初は1日だけの予定のはずだった取材が3年間に及び、ついには映画製作の決心に至ったという。
認知症の人々に音楽を聴かせる療法を広める活動は、このコーエンが「患者がiPodで、自分の好きな歌を聴けば、音楽の記憶と共に何かを思い出すのではないか」と思いついて、始めたものである。しかし、それを受け入れてくれる老人ホームは当初、4件ほどしかなかった。そのような状態が約2年は続き、ベネットは映像化は無理ではないかと何度も思った。良いアイディアがあるのに、その映像化ができないことに非常に苦しみ、製作は困難を極めていた。
映画の製作資金はわずかな奨学金をもとにしており、ベネットは完成までの資金をさらに募るために、コーエンの活動を記録したクリップ動画を製作して、コーエンのウェブサイトに掲載した。当初は全く反応が無かったが、ある視聴者がその動画をアメリカの動画共有サービスに転載したところ、一気に注目を浴び始めた。ベネットが息子を通じてその反響を知った時点では、動画の再生数は320回であった。その夜に800回が再生され、翌朝には再生数は17万回、翌日の晩には130万回に達した。それからCNNをはじめ、カナダ、オーストラリア、インドネシアなど世界各国のメディアからの連絡を受けた。その動画は結局、1週間で700万回も再生される結果になった。この動画が口コミで広がったことで、製作資金として、面識のない人から日本円にして50万円もの募金があった。
この動画を通じて得られた募金と、奨学金やクラウドファンディングで集めた援助金が、製作費にあてられた。オリバー・サックスやボビー・マクファーリンの協力も得られた。ベネットによれば、そうした人物たちは通常、こうした企画には参加したがらないが、サックスはそれ以前に、脳と音楽の関連についての書籍を執筆しており、音楽が人間の体験の中で最も脳に強く印象を与えるもので、深い感情や記憶まで甦らせると教えてくれたという。
ベネットの動画が人気を呼んでから、約1年半後に映画が完成した。完成後はサンダンス映画祭への応募を検討したものの、観客に気に入られるかどうかはまだ疑問だったことや、それ以前にもいくつかの映画祭に応募して失敗が続いていたこと、エントリー料が100ドルかかることもあって、サンダンス国際映画祭への応募も躊躇していたが、応募の締切日の夜に、妻からの説得を受けて応募を決心した。サンダンス映画祭から正式な招待の報せが届いたときは、ベネットは夢見ているような気持ちだったという。

## 封切
アメリカでは2014年にアメリカのサンダンス映画祭での発表を経て、同2014年7月18日に劇場公開された。日本では同2014年12月6日から全国で、順次公開された。DVDは、アメリカでは2016年6月、日本では2015年6月15日に発売された。

## 作品の評価
アメリカでは、2014年にサンダンス映画祭で、ドキュメンタリー部門で観客賞を受賞した。ミラノ国際映画祭で最優秀監督賞、シアトル国際映画祭でドキュメンタリー賞、バークシャー国際映画祭で観客賞を受賞した。
スティーヴン・スピルバーグやトム・ハンクスも賞賛を送るなど、各地で話題を集めた。本映画と同じくアルツハイマー病を扱った映画『アリスのままで』の監督であるワッシュ・ウェストモアランドは、「もう何年もコミュニケーションができなかった女性が、歌を歌い始める映像はとても有名だ。それこそがこの映画でも伝えたいことなんだ」と語った。
アメリカ音楽療法学会（American Music Therapy Association、以下AMTAと略）は、本映画を「音楽の強力な効果を証明する感動的な瞬間を捉えてる」と評価した。映画製作者・生物学者のロブ・ネルソンは、本映画のレビューにおいて、「ベネットは音楽を通じて、認知症の治療において驚くべき変容をもたらす結果をいくつか得ている」と述べた。ハリウッドレポーターのデュエイン・ビュルゲは本映画に対し、「アルツハイマー病患者における音楽の治癒力を記録した、見事なインスピレーションを与える映画」と肯定的なレビューを述べた。
カナダのカルガリーアンダーグラウンド映画祭では、観客賞を受賞した。イタリアの国際映画祭などでも、監督賞や観客賞を受賞し続けた。インターネットの映画評論サイトであるRotten Tomatoesでも、観客の満足度で93パーセントと、高い数字を記録した。YouTubeでは再生回数900万を超えるヒットを記録した。
日本では、医学者の日野原重明が「病気や障害によって心や体を止んだ人を理解と愛情をもって支えていくことが音楽療法です。この映画はアルツハイマー病について音楽療法がそれを実践していることがよく描かれています。多くの人に見てもらいたいと思います」と語った。三重大医学部付属病院音楽療法室の佐藤正之は、こうした音楽による療法が医療現場で広く受け入れられるためには、対象とすべき疾患や病態、節約できた薬の量などについての定量的なデータが必要との前提条件を示しながらも、「この映画は音楽の持つ可能性と効果を明示した」「この映画は、音楽のもつ可能性と効果を明示したドキュメンタリーとして、医療映画史上永遠に語り継がれるであろう」と語った。
音楽療法士の村井靖児は、「音楽を聴いて心を落ち着かせることはできても、劇的な治療効果は出てこない」という偏見を持っていたが、この映画を目にして初めて音楽の力を理解し、すぐに「やってみよう」と、病院の院長に許可を申請したという。また村井は、「ミュージック」ではなく人の声が入った「ソング（歌）」であることや、ヘッドフォンを通じて直接耳に聴かせることで聴神経に思い出の凝縮された音楽刺激が入ってくる点にも着目しており、「何がその人のパーソナル・ソングなのか」という選曲も重要視している。日本赤十字看護大学名誉教授の武井麻子は「この映画は感動しつつ、深く考えさせられる映画だ。ケアを提供する者としても、やがてケアを受けることになるであろう者としても」と評価した。
音楽評論家の湯川れい子は、作中で高齢者たちが音楽に対して示した反応に驚き、「ぜひ一度、自分の老後のためにも見ておいてほしい」と語った。福祉・介護コンサルタントの高山善文は、認知症患者のケアを行っている介護職にとって、この方法を試したくなると語った。小説家・翻訳家の谷崎由依は、高齢者たちが音楽をきっかけに心を取り戻す様子を「奇跡のようなことだけれど、その様子は自然で、泣けると同時にとても微笑ましい」「“音楽の力”に心震える」と語った。映画監督・ドキュメンタリー作家の砂田麻美は「映画が始まり、わずか10秒で目頭がぐっと温度を増したのは、一体どうしたことだろう」「これを希望と呼ばずして、他に何と呼べばいいのか、わたしにはよく分からないのだ」と絶賛した。
認知症の母を持つジャズシンガーの綾戸智恵は、2014年10月に東京都でのトークイベントでベネットが初めて訪日した際に登壇し、音楽の持つ力について「介護者としてだけでなく、歌手としても感動した」「監督の思いが伝わってきます。俳優が居ない代わりに言葉一つ一つにリアリティーがある。胸が詰まる思い」「歌手のわたしにとって、この作品は介護の映画だけとは思えない。音楽にこんなにも力があるとは! 皆さんは皆さんなりに、この映画を受け取ってください」と熱弁した。同2014年12月の東京でのトークイベントでは、前年に脳動脈瘤が発見された身である新田恵利が、本映画に感銘を受け「歌の力のすごさを感じた。私たちでさえ青春時代に聞いた歌を聞くと、すごく元気になったり、テンションが上がったり、頑張ろうと思ったり、心が大きく揺れるもの。私たちもそうなのだから、認知症の方々が反応してくれることも納得できる」と話した。
テレビ番組では、『NHKニュースおはよう日本』『くらし☆解説』（NHK）、『news every』（日本テレビ）、『報道ステーション』『ポータル ANNニュース&スポーツ』（テレビ朝日）、『Nスタ』『報道LIVE あさチャン!サタデー』『ひるおび!』（TBS）などの報道番組や情報番組の他、教育バラエティ番組『世界一受けたい授業』（日本テレビ）でも取り上げられた。
その一方では、作品の感想を「半信半疑」として、もともと認知症とは無縁の人に演技をさせているか、あるいは都合の良い映像だけ集めただけではないかとの懐疑的な声もある。また作風についても、作中でのベネットが患者に話しかける質問が、一般的でありふれたものであり、進行中のナレーションが不必要に感じられるとの意見もある。ベネットがコーエンの活動に共鳴し、支援の必要性を痛感していることもあって、終盤の描写が少しくどいとの意見もある。
映画監督の筒井武文は、作中での患者の症状の説明が多いために、作品の感動が抑圧されていることや、患者の音楽を聴く場面が多く積み重ねられているために、映画としての説得力が失われているとし、コーエンの試みの素晴しさは必ずしも作品自体の価値には繋がらないと批判している。また筒井は、音楽を後からミックスした場面が明らかに見受けられる点も残念と述べている。映画系文筆家の那須千里は、作中で音楽が絶え間なく流れ続けるために啓蒙色を強く感じるとの欠点を指摘している。

### 音楽療法か否か
本映画でのコーエンの試みは、各メディアにおいてしばしば音楽療法（Music therapy）として紹介されており、日本語版の字幕でも「音楽療法」という言葉が頻繁に用いられている。
しかし、AMTAは先述のように本映画を評価し、コーエンらの試みが高齢者や認知症患者の助けになると認めてはいるものの、音楽療法とは認めていない。AMTAは音楽療法を「個人に合わせた機能改善のための治療形態」と定義しており、コーエンのものを「音楽聴取を通して生活の質を向上させるもの」とし、本映画はAMTAの意図するような音楽療法を描いていないとしている。コーエンや監督のベネットは、コーエンの手法を音楽療法と異なることに同意しているものの、AMTAは本映画を、音楽聴取と音楽療法を混同しているという点で多くの人々に誤解を与えているとして、非難している。
日本の音楽療法士の猪狩博文もまた、本映画を「音楽の療法的な力が描写された作品」と認めているものの、音楽療法とは認めていない。音楽療法とは「ニーズのある人の健康を、音楽を通して関わることにより向上させていく過程」であり、本映画のように幼少期や青春期に聴いた音楽を聴かせるという方法は、「関わり」が欠落しているために音楽療法とは言えないというのが、猪狩の持論である。音楽療法士の佐藤由美子も同意見であり、コーエンの手法は音楽療法とは異なると述べている。